# Ставрос Ламбринидис
Ставрос Ламбринидис (на гръцки: Σταύρος Λαμπρινίδης) е гръцки политик, специален представител на Европейския съюз за правата на човека.

## Биография
Ламбринидис завършва елитният американски Атински колеж, след което постъпва в колежа Амхърст в Масачузетс, САЩ, където получава бакалавърска степен по икономика и политология. Продължава образованието си в Йейлския унивеситет, където завършва право през 1988 г. Започва трудавата си кариера като юрист в САЩ.
През 1994 г. Ламбринидис се завръща в Гърция, където е привлечен за съветник на Георгиос Папандреу. Става началник на кабинета на външния министър Теодорос Пангалос (1996) и главен секретар в министерството, отговарящ за гръцката диаспора в чужбина (1996 – 1999). Впоследствие е посланик със специално назначение.
През юли 2004 г. е избран за евродепутат, а през юли 2009 става заместник-председател на Европейския парламент.
От юни до ноември 2011 г. е външнен министър на Гърция в правителството на Георгиос Папандреу.
През юли 2012 г. е назначен от Катрин Аштън за специален представител на Европейския съюз за правата на човека с мандат от две години.